# Валентин Радев
Валентин Иванов Радев е български политик. Народен представител от парламентарната група на ГЕРБ в XLII народно събрание. Заместник министър на отбраната в първото правителство на Бойко Борисов. Министър на вътрешните работи от 4 май 2017 до 13 септември 2018 г., а впоследствие Народен представител от парламентарната група на ГЕРБ.

## Биография
Роден е на 6 февруари 1958 г. в град Елин Пелин. Завършва Висшето военно артилерийско училище в Шумен с магистърска степен, офицер по артилерийско въоръжение – инженер по боеприпаси и химия на взривните вещества. Аспирантурата му е по аеродинамика и балистика. Магистър е по икономика от УНСС. От 1991 г. е доктор, а от 1996 г. е старши научен сътрудник II степен. Има няколко специализации в Русия, Канада, Чехия и Германия. Професионалната си кариера започва като началник на служба „Артилерийско въоръжение“ и стига до директор на Института за перспективни изследвания на отбраната. Полковник от запаса (приравнено на категория Б – Комисар – МВР; и ранг Специален агент – ДАНС). Бил е хоноруван преподавател в УНСС и Нов български университет. Председател е на Сдружението на специалистите по боеприпасите в България.
Научната продукция на Валентин Радев се изразява в над 130 публикации, 17 изделия с военно предназначение, всички внедрени в редовно производство и приети на въоръжение, 6 патента, 2 промишлени дизайна, 1 марка и 17 предложеиня с полезен ефект. През 1989 г. е обявен за почетен реализатор, а през 1993 г. – за млад изобретател. Удостояван е с награден знак „За вярна служба под знамената“ – III степен и с лично оръжие от министъра на отбраната.
На парламентарните избори през 2013 г. е избран за народен представител от листата на ГЕРБ за 24 МИР София.